# Chevrolet Bolt EUV

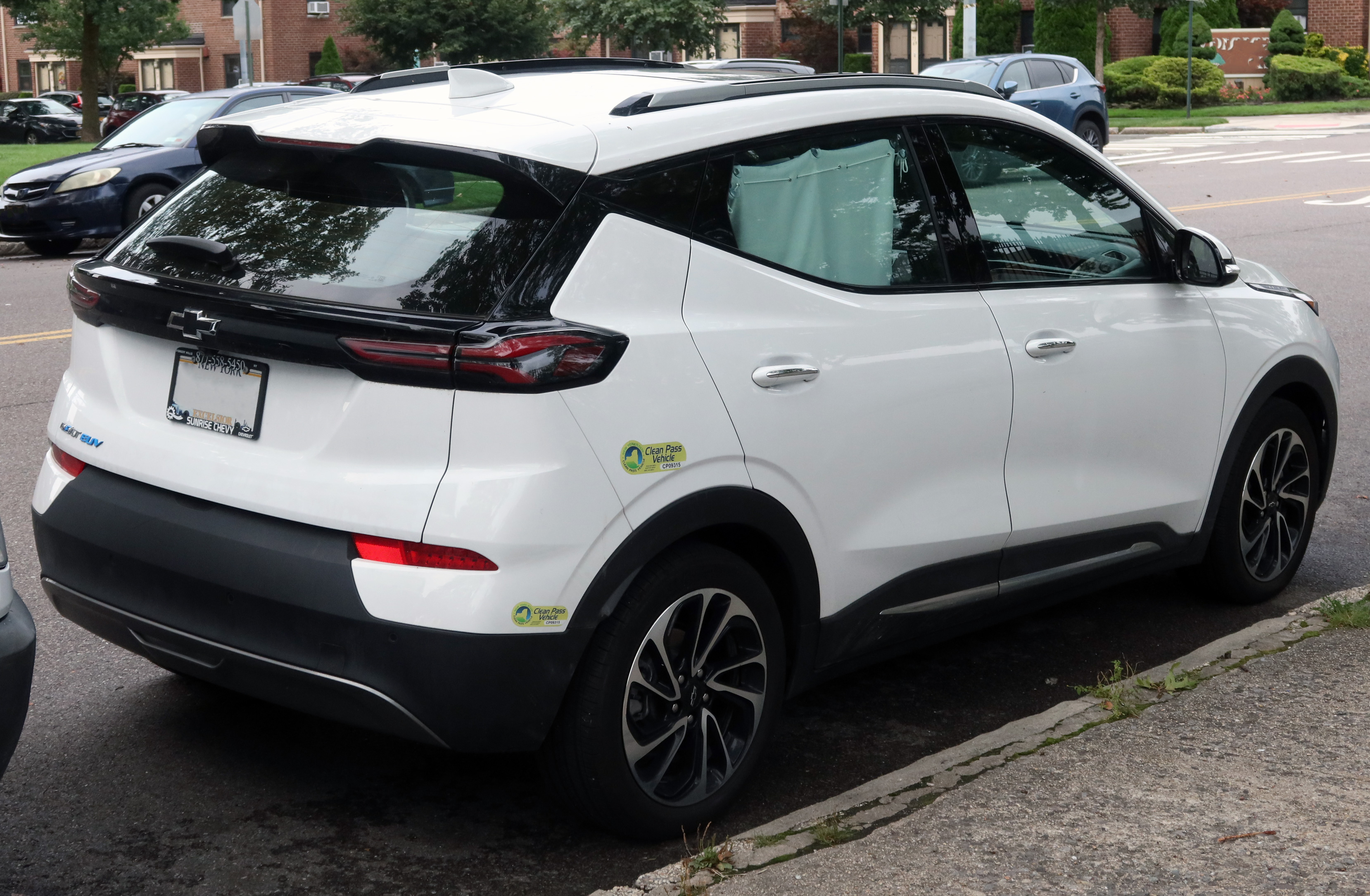
Heckansicht

Der Chevrolet Bolt EUV ist ein batterieelektrisch angetriebenes Sport Utility Vehicle der zu General Motors gehörenden Marke Chevrolet.

## Geschichte
Vorgestellt wurde das Fahrzeug gemeinsam mit dem Facelift des Chevrolet Bolt, mit dem es sich auch die Plattform teilt, Mitte Februar 2021. Die Produktion erfolgte ab Frühjahr 2021 in Lake Orion (Michigan). Im Sommer 2021 kam der fünfsitzige Wagen in Nordamerika zu den Händlern. Ende 2023 wurde die Produktion von Bolt und Bolt EUV eingestellt.
Technisch nahezu baugleich ist der Bolt EUV zum 2020 in China eingeführten Velite 7 von Buick. Das „EUV“ im Modellnamen steht für „Electric Utility Vehicle“.

## Technische Daten
Angetrieben wird der Wagen wie der Chevrolet Bolt und der Opel Ampera-e von einem 150 kW (204 PS) starken Permanentmagnetmotor. Auch der Lithium-Ionen-Akkumulator von LG Chem mit einem Energieinhalt von 65 kWh ist schon bekannt. Wegen der größeren Abmessungen fällt die kombinierte Reichweite nach EPA-Norm mit 247 Meilen (397 Kilometer) etwas geringer aus.
|                            | Bolt EUV                          |
| -------------------------- | --------------------------------- |
| Bauzeitraum                | 2021–2023                         |
| Motorkenndaten             |                                   |
| Motorart                   | Permanentmagnetmotor              |
| max. Leistung bei min−1    | 150 kW (204 PS)                   |
| max. Drehmoment bei min−1  | 360 Nm                            |
| Kraftübertragung           |                                   |
| Antrieb                    | Vorderradantrieb                  |
| Getriebe                   | Festes Übersetzungsverhältnis     |
| Messwerte                  |                                   |
| Höchstgeschwindigkeit      | k. A.                             |
| Beschleunigung, 0–100 km/h | ca. 7,0 s                         |
| Batterie                   | Lithium-Ionen-Akkumulator: 65 kWh |
| Reichweite nach EPA        | 247 Meilen (397 Kilometer)        |